# Protomicroplitis urios
Protomicroplitis urios är en stekelart som beskrevs av Nixon 1965. Protomicroplitis urios ingår i släktet Protomicroplitis och familjen bracksteklar. Inga underarter finns listade i Catalogue of Life.